# 伊蒙维尔
伊蒙维尔（法語：Ymonville，法語發音：[imɔ̃vil]）是法国厄尔-卢瓦省的一个市镇，位于该省东南部，属于沙特尔区。

## 地理
伊蒙维尔（48°15'43"N, 1°45'1"E）面积20.69 平方千米，位于法国中央-卢瓦尔河谷大区厄尔-卢瓦省，该省份为法国北部内陆省份，北起顺时针与厄尔省、伊夫林省、埃松省、卢瓦雷省、卢瓦-谢尔省、萨尔特省和奧恩省接壤。
与伊蒙维尔接壤的市镇（或旧市镇、城区）包括：弗雷奈莱韦克、吉勒维尔、穆捷、普拉斯维尔、博斯地区埃奥勒。

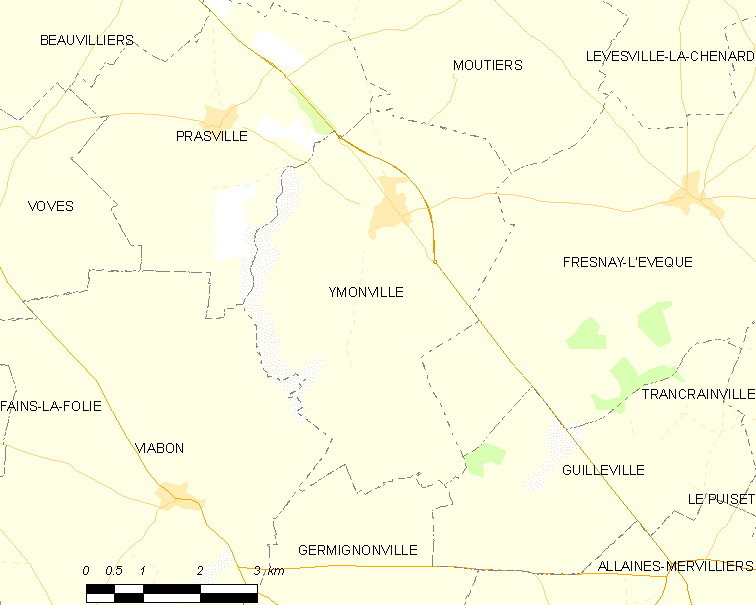
伊蒙维尔的OSM定位图

伊蒙维尔的时区为UTC+01:00、UTC+02:00（夏令时）。

## 行政
伊蒙维尔的邮政编码为28150，INSEE市镇编码为28426。

## 政治
伊蒙维尔所属的省级选区为莱维拉日沃韦安县。

## 人口

1962-2008年间伊蒙维尔人口变化图示

伊蒙维尔于2022年1月1日时的人口数量为481人。